# コンプリダ湖
コンプリダ湖（ポルトガル語: Lagoa Comprida）は、ポルトガル領アゾレス諸島を構成する島のひとつ、フローレス島中央部やや西寄りの山中にある湖である。

## 基本データ

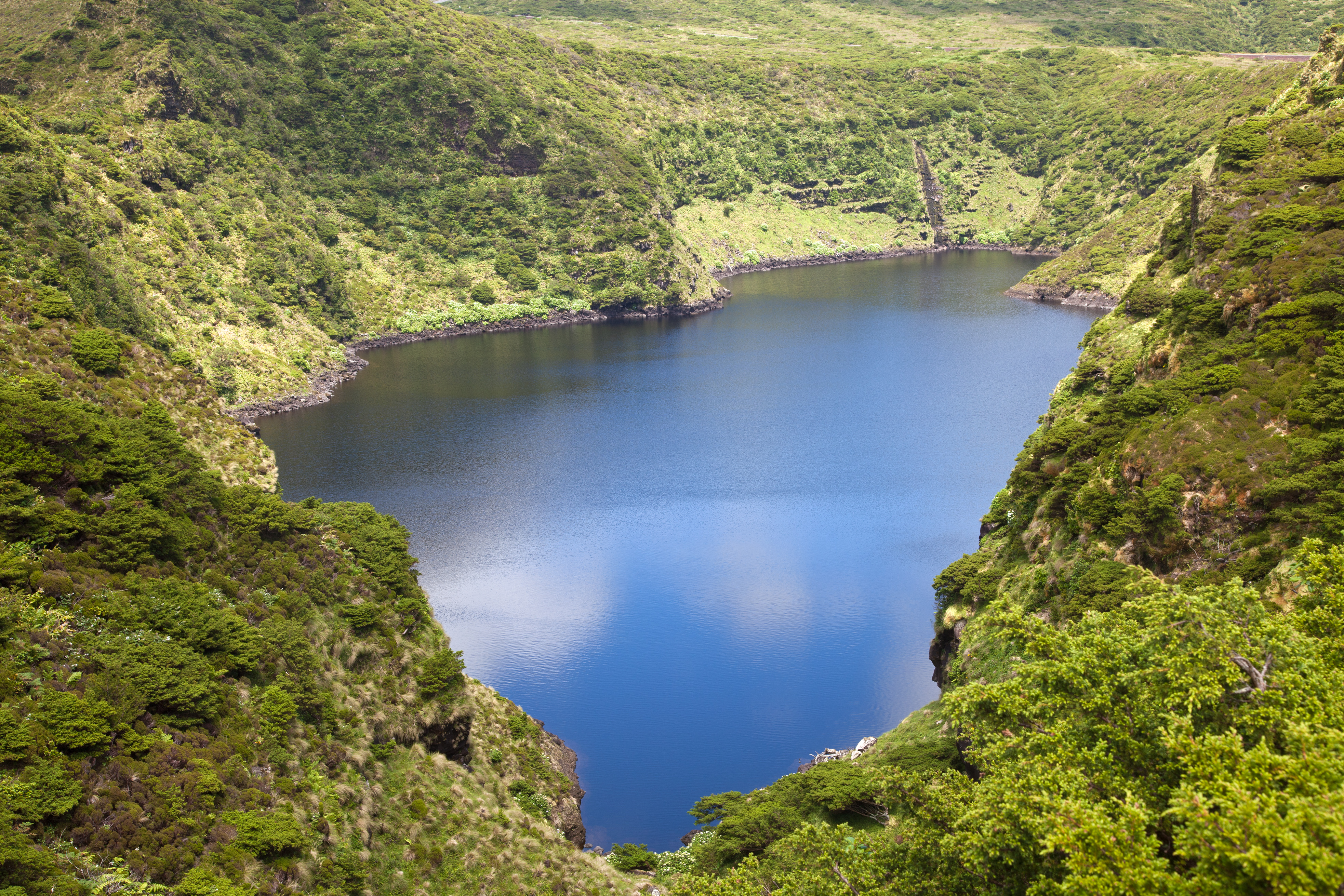
コンプリダ湖

コンプリダ湖の湖面の面積は0.05平方キロメートル、湖岸線の長さは496メートル、最大水深は17メートルであり、湖水の水質は良好とされている。
2008年にフローレス島中央高原の淡水湖の1つとしてラムサール条約登録地となった。

## 成因
コンプリダ湖のある場所の標高は約550メートルで、すぐ近くのほぼ同じ標高の場所にはネグラ湖という別な湖がある。どちらの湖も成因は火山噴火で、マールに水が溜まってできたもの。